# The Book of Unwritten Tales: Die Vieh Chroniken
The Book of Unwritten Tales: Die Vieh Chroniken, oder mit vollständig englischem Titel The Book of Unwritten Tales: The Critter Chronicles ist ein klassisches Point-and-Click-Adventure, das vom deutschen Studio King Art entwickelt und 2011 veröffentlicht wurde. Das Spiel erzählt die Vorgeschichte des etwa zwei Jahre zuvor erschienenen The Book of Unwritten Tales.

## Handlung
Die Vieh Chroniken erzählen die Geschichte, wie sich der Abenteurer Nathaniel „Nate“ Bonnet und sein seltsamer Begleiter das „Vieh“ kennenlernen, zwei der Hauptcharaktere aus dem ersten Adventure der The Book of Unwritten Tales-Reihe. Gerade erst hat Nate sein Luftschiff, die Mary, beim Kartenspielen gewonnen, schon ist er auf der Flucht vor der Kopfgeldjägerin Ma'Zaz. Ein dramatischer Luftkampf endet in den kalten Nordlanden, in die es auch das Vieh verschlagen hat – zusammen mit einem Haufen anderer Viecher, einer durchgeknallten Tierschutzaktivistin und einem Polarforscher auf Yetijagd.

## Spielkonzept
Wie bereits The Book of Unwritten Tales spielt die Handlung in einer rein fiktiven Welt. Im Vergleich mit dem Vorgänger liegt der Schwerpunkt der humoristischen Anspielungen aber deutlich weniger stark bei klassischer Fantasy. Den Spieler erwartet eine noch buntere Mischung mit deutlich größerem Anteil von Elementen aus Technik und Science-Fiction.
Zunächst war der Titel nur als Erweiterung geplant und verfügt deshalb über eine deutlich kleinere Auswahl an spielbaren Orten und Figuren. Während der Entwicklung ist das Spiel aber auf eine geschätzte Spielzeit von 10 Stunden angewachsen, nur zwei Stunden weniger als der erste Titel der Reihe.

## Technik
Für die grafische Darstellung kombiniert der Hersteller gerenderte Hintergründe mit in Echtzeit animierten und beleuchteten 3D-Modellen, die sich aber weitestgehend nahtlos in die Szene integrieren. So ist die Kameraposition zwar auf einen festen Punkt beschränkt und kann lediglich gezoomt und geschwenkt werden, die visuelle Komplexität der dargestellten Szenen ist dafür aber deutlich detailreicher, als dies bei ganz in Echtzeit berechneter Grafik möglich wäre, und lässt noch Raum für aufwendige grafische Effekte wie Spiegelungen und weichen Schattenwurf. Dabei setzt der Entwickler auf die freie Grafikengine OGRE, die auch schon von anderen Vertretern des Adventure-Genres verwendet wird.

## Synchronisation
Crimson Cow und King Art haben für das humorvolle Fantasy-Adventure The Book of Unwritten Tales: Die Vieh Chroniken bekannte Synchronsprecher aus TV und Kino engagiert.

## Wertungen
- GameStar: „Die Vieh Chroniken, der Nachfolger zur Fantasy-Parodie The Book of Unwritten Tales von King Art und Crimson Cow, macht kleinere Schwächen im Rätsel-Design mit viel Atmosphäre wett.“ – Wertung: 82 %[2]
- Spieletipps.de: „Lustige und wahnwitzige Abenteuer-Tour, die technisch nicht ganz auf der Höhe ist. Dennoch: Facettenreichere Charaktere trefft ihr selten!“ – Wertung: 84 %[3]
- 4players.de: „Ein echtes Vieh kann nichts erschüttern: Zwei Jahre nach der Insolvenz des Publishers HMH bekommt der flauschige Star aus unserem Adventure des Jahres 2009 endlich sein Serien-Spin-off. In den eisigen Nordlanden trifft Abenteurer Nathanial „Nate“ Bonnett sogar auf ein ganzes Rudel der wandelnden Bettvorleger – und auf die Weltherrschaftspläne des finsteren Hexers Munkus.“ – Wertung: 80 %[4]
- Adventures-Kompakt.de: „Zusammenfassend ist "Die Vieh Chroniken" ein Adventure, welches man lieben muss, weil es grafisch und hörbar gut in Szene gesetzt wurde. Allerdings muss hierbei auch erwähnt werden, dass das Spiel doch etwas zu kurz ausgefallen ist. Wo man bei „The Book of Unwritten Tales“ das Gefühl hatte es würde nie enden war man hier rasch am Ziel. Fünf Kapitel, welche doch sehr schnell durchgespielt sind. Von daher gibt's natürlich auch nicht ganz so viele Locations zu sehen wie im ersten Teil. Positiv muss man dazu aber auch erwähnen, dass der Kaufpreis im Gegensatz zu Teil 1 deutlich tiefer angesetzt wurde. Spielen soll Spaß machen und Spaß macht das Adventue vom Anfang bis zum Ende.“ – Wertung: 82 %[5]
- Adventurecorner.de: „Die Vieh Chroniken' ist mehr als nur ein würdiger Nachfolger für eines der besten Adventures der letzten Jahre, mit dem KING Art seinen Platz unter den besten Entwicklern bestätigt hat. Wie schon im Vorgänger, wissen auch der Humor und die unzähligen Anspielungen auf Filme oder andere Spiele zu zünden. Für Punktabzug sorgen lediglich die angesprochenen Probleme bei den Rätseln, die zum Teil einfach zu früh gelöst werden können und die sehr starre Linearität. Auch ist die Anzahl der Nebencharaktere und Orte etwas zu gering ausgefallen und bietet somit nicht ganz so viel Abwechslung wie der Vorgänger. Dafür, dass es dennoch nicht langweilig wird, sorgen die abwechslungsreichen Aufgaben und die zwei Schwierigkeitsgrade, die erstmals seit langem wirklichen Wiederspielwert bieten. Wer den Vorgänger gern gespielt hat, kommt um 'Die Vieh Chroniken' nicht herum. Und wer 'The Book of Unwritten Tales' noch nicht kennt, sollte über den Kauf der Collection nachdenken, die beide Spiele enthält, denn beide Titel gehören in jede Adventure-Sammlung.“ – Wertung: 87 %[6]